# Meridiano 51 E
O meridiano 51 E é um meridiano que, partindo do Polo Norte, atravessa o Oceano Ártico, Europa, Ásia, África, Oceano Índico, Oceano Antártico, Antártida e chega ao Polo Sul. Forma um círculo máximo com o Meridiano 129 W.
Começando no Polo Norte, o meridiano 51º Este tem os seguintes cruzamentos:
| País, território ou mar | Notas |
| ----------------------- | --- |
| Oceano Ártico           | |
| Rússia                  | Ilha Artur, Terra de Francisco José                                                                                |
| Oceano Ártico           | Mar de Barents |
| Rússia                  | Ilha Zemlya Georga, Terra de Francisco José                                                                        |
| Oceano Ártico           | Mar de Barents |
| Rússia                  | Ilha Northbrook, Terra de Francisco José                                                                           |
| Oceano Ártico           | Mar de Barents |
| Rússia                  | |
| Cazaquistão             | |
| Mar Cáspio              | |
| Cazaquistão             | Península de Mangyshlak                                                                                            |
| Mar Cáspio              | Baía de Mangyshlak                                                                                                 |
| Cazaquistão             | Península de Mangyshlak                                                                                            |
| Mar Cáspio              | |
| Irão                    | |
| Golfo Pérsico           | |
| Catar                   | |
| Arábia Saudita          | |
| Iêmen                   | |
| Oceano Índico           | Golfo de Áden |
| Somália                 | |
| Oceano Índico           | |
| Seicheles               | Atol Providence |
| Oceano Índico           | Passa a oeste do Atol Farquhar, Seicheles · Passa a leste das Ilhas Crozet, Terras Austrais e Antárticas Francesas |
| Oceano Antártico        | |
| Antártida               | Território Antártico Australiano, reivindicado pela Austrália                                                      |